# Leucanella flammans
Leucanella flammans är en fjärilsart som beskrevs av William Schaus 1900. Leucanella flammans ingår i släktet Leucanella och familjen påfågelsspinnare. Inga underarter finns listade i Catalogue of Life.